# Henri Drell
Henri Drell, född 25 april 2000 i Rapla, är en estländsk professionell basketspelare (SG/SF) som spelar för Portland Trail Blazers i National Basketball Association (NBA). Han har tidigare spelat för Chicago Bulls.
Drell blev aldrig NBA-draftad.